# كلارنس إس. ريدلي
كلارنس إس. ريدلي هو مهندس وسياسي بنمي وأمريكي، ولد في 22 يونيو 1883 في كورايدون في الولايات المتحدة، وتوفي في 26 يوليو 1969 في كارميل-بي-ثي-سي في الولايات المتحدة.